# Impresario
Un impresario (en italiano: impresa: empresa o proyecto) es una persona que organiza y a menudo financia conciertos, obras de teatro u óperas; análogo a un representante artístico o un productor televisivo o de cine.

## Historia
El origen del término se encuentra en el mundo social y económico de ópera italiana, donde desde mediados del siglo XVIII a la década de 1830, el impresario era la figura clave en la organización de una temporada lírica. Los dueños del teatro, normalmente aficionados nobles, pagaban al impresario por contratar a un compositor, así como por encargarse de reunir los trajes necesarios, conjuntos, orquesta, y cantantes, todo mientras asumían riesgos financieros considerables. En 1786, Wolfgang Amadeus Mozart satirizó la tensión y el caos emocional en una farsa de un solo acto titulada Der Schauspieldirektor. El caso de Antonio Vivaldi fue inusual, ya que actuó como impresario y como compositor: en 1714, dirigió las temporadas en el Teatro San Angelo en Venecia, donde su ópera Orlando finto pazzo fue seguida por muchas otras. 
Alessandro Lanari (1787-1852), quién empezó como dueño de una tienda que elaboraba trajes, eliminó el intermediario en una serie de temporadas exitosas  producidas para el Teatro della Pergola, Florencia, que vieron el estreno de la primera versión del Macbeth de  Verdi, dos óperas de Bellini y cinco de Donizetti, incluyendo Lucia di Lammermoor.  Domenico Barbaia (1778-1841) empezó como camarero de cafetería e hizo una fortuna en La Scala en Milán, donde también se encargó de la escenografía.

## Uso moderno
El término tradicional sigue en uso en la industria del entretenimiento para un productor de conciertos, giras y otros acontecimientos de música, ópera, teatro e incluso rodeo. El significado moderno de impresarios en el sentido tradicional incluye a Thomas Beecham, Rudolf Bing, Serguéi Diáguilev, Richard D'Oyly Carte, Fortune Gallo,  Hurok, Aaron Richmond y el productor de festival de jazz George Wein.

## Aplicación del término
El término se aplica a otros, como a los comisarios independientes de museos de arte y organizadores de conferencias, que toman una función de dirección en organización de eventos.

## Impresarios figurados
Jacques-Yves Cousteau dijo de sí mismo que era un impresario de científicos como explorador y reportero que trabajó con científicos en la exploración submarina.  Nicholas Wade describió a James D. Watson y E. O. Wilson en The New York Times como impresarios de las obras de Charles Darwin.